# Llista d'obres de Picasso 1911–1920
Llista no raonada d'obres de Pablo Picasso realitzades entre 1911 i 1920.
La llista és incompleta. Si us plau, ajudeu ampliant-la.

## Llista d'obres

### A
- Acrobatie érotique
- Acteurs et audience dans le théâtre
- Apollinaire, l'artilleur
- Arlequin
- Arlequin à la guitare (2)
- Arlequin à la guitare (Si tu veux)
- Arlequin à la guitare, Avignon
- Arlequin assis à la guitare
- Arlequin jouant de la guitare
- Arlequin tenant une bouteille et femme
- Arlésienne
- Autoportrait (2)

### B
- Balcon avec vue sur mer
- Bec à gaz et guitare
- Boite peinte
- Bouteille d'anis Del Mono et compotier avec raisins
- Bouteille de Bass et guitare
- Bouteille de Bass, clarinette, guitare, violon, journal, as de trèfle
- Bouteille de Bass, guitare, as de trèfle
- Bouteille de Bass, verre et journal
- Bouteille de Bass, verre, paquet de tabac, carte de visite
- Bouteille de Malaga
- Bouteille de Pernod et verre
- Bouteille de porto et verre
- Bouteille de Vieux Marc, verre et journal
- Bouteille et verre
- Bouteille et verre sur un guéridon
- Bouteille sur une table
- Bouteille, clarinette, violon, journal, verre
- Bouteille, guitare, pipe
- Bouteille, tasse, journal
- Bouteille, verre et compotier sur une table
- Bouteille, verre et journal sur une table
- Bouteille, verre et pipe
- Bouteille, verre et violon
- Bouteille, verre, fourchette
- Bouteille, verre, journal
- Buste de femme

### C
- Cantatrice
- Cartes à jouer, bouteille, verre
- Cartes à jouer, verres, bouteille de rhum ('Vive la France')
- Cinq baigneuses (Baigneuses regardant un avion)
- Composition
- Composition au violon
- Composition géométrique
- Compotier
- Compotier avec fruits, mandoline, verre sur une table dans un paysage
- Compotier avec poire et pomme
- Compotier avec raisins sur une table devant une fenêtre
- Compotier et poire coupée
- Compotier sur une table
- Compotier sur une table devant une fenêtre
- Compotier, grappe de raisin, poire coupée
- Compotier, verre, bouteille, fruits (Nature morte verte)
- Corbeille de fruits
- Couple
- Couple de danseurs
- Couteau, fourchette, menu, bouteille, jambon
- Crane et pichet

### D
- Danseuse
- Danseuse assise (Olga Picasso)
- Danseuses, d'après une photographie
- Deux baigneuses
- Deux baigneuses assises
- Deux femmes
- Deux femmes nues
- Deux nus allongés

### E
- Elements d'étude
- Études
- Etudiant au journal

### F
- Femme à la guitare
- Femme à la guitare assise
- Femme à la guitare près d'un piano
- Femme allongée
- Femme assise
- Femme assise à la guitare
- Femme assise à la mandoline
- Femme assise accoudée
- Femme assise au chapeau
- Femme assise avec livre
- Femme assise dans un fauteuil (5)
- Femme assise dans un fauteuil rouge
- Femme au chapeau à plumes
- Femme au chapeau dans un fauteuil
- Femme au chapeau de velours dans un fauteuil et colombes
- Femme couchée au bord de mer
- Femme dans un fauteuil
- Femme debout
- Femme debout accoudée (Olga)
- Femme en chemise assise dans un fauteuil
- Femme en chemise dans un fauteuil
- Femme en chemise dans un fauteuil [Étude]
- Femme en costume espagnol (La Salchichona)
- Femme et soldat Étude
- Femme lisant (Olga)
- Femme lisant (Olga)
- Femme nue ('J'aime Eva')
- Femme nue (6)
- Femme nue assise dans un fauteuil
- Femme nue dans un fauteuil et homme à la moustache
- Femme-Guitare
- Fenêtre ouverte sur la rue de Penthieure
- Fêtes de Céret
- Fillette au cerceau

### G
- Grappe de raisin
- Grappe de raisins, pipe, verre et journal
- Grenade, verre, pipe
- Guéridon avec guitare
- Guéridon avec guitare et partition
- Guéridon et guitare
- Guéridon, verres, tasses, mandoline
- Guitare
- Guitare 'J'aime Eva
- Guitare (1)
- Guitare (2)
- Guitare (3)
- Guitare et bouteille de Bass
- Guitare et bouteille de Bass [Étude]
- Guitare et compotier
- Guitare et compotier sur une table carrée
- Guitare et cruche sur une table
- Guitare et feuille de musique
- Guitare et partition sur un guéridon
- Guitare et tasse à café
- Guitare sur un guéridon
- Guitare sur une table
- Guitare sur une table II
- Guitare verte et rose
- Guitare verte qui étend
- Guitare, bouteille et verre sur une table ronde
- Guitare, carte à jouer, verre, journal
- Guitare, clarinette et bouteille sur une table
- Guitare, crâne et journal
- Guitare, journal, verre et bouteille
- Guitare, partition, verre
- Guitare, verre et journal
- Guitare, verre et pipe
- Guitare, verre, bouteille de vieux marc
- Guitariste
- Guitariste (La mandoliniste)
- Guitariste avec partition
- Guitariste dans un fauteuil

### H
- Homme
- Homme à chapeau
- Homme à la clarinette
- Homme à la guitare
- Homme à la guitare et femme
- Homme à la mandoline (2)
- Homme à la pipe
- Homme à la pipe (Le fumeur)
- Homme à la tenora avec livre
- Homme accoudé sur une table
- Homme assis
- Homme assis accoudé
- Homme assis dans un fauteuil
- Homme au chapeau
- Homme au chapeau à la pipe
- Homme au chapeau accoudé sur une table
- Homme au chapeau jouant de la guitare
- Homme au chapeau melon assis dans un fauteuil
- Homme au chapeau tenant une guitare
- Homme au chapeau tenant une guitare
- Homme aux mains croisées accoudé à une table
- Homme avec guitare
- Homme lisant un journal
- Homme-Manteau (Homme à la cheminée)

### I
- Instruments de musique
- Instruments de musique et compotier sur un guéridon
- Instruments de musique et compotier sur une table
- Instruments de musique sur une table
- Instruments et bol de fruits devant une fenêtre avec un avion

### J
- Jambon, verre, bouteille de vieux marc, journal
- Jeune fille au chapeau les mains croisées
- Joueur de cartes

### L', Le, La, Les
- L'arlequin de Barcelone
- L'artiste et son modèle
- L'atelier de l'artiste rue de La Boétie
- L'Avenue Frochot, vu de l'atelier de Picasso
- L'écolière
- L'Égyptien
- L'enlèvement
- L'étagère
- L'étudiant a la pipe
- L'éventail ('L'Indépendant')
- L'italienne
- La clarinette
- La coquille Saint-Jacques ('Notre Avenir est dans l'air')
- La crucifixion
- La grenade
- La guitare
- La mandoliniste
- La mandoliniste assise
- La pointe de la Cité
- La Rue d'Orchampt
- La sieste
- La table
- La table de l'architecte
- La table devant la fenêtre
- Le bouteille de Rhum
- Le guéridon
- Le journal
- Le ménage Sisley d'apres 'Les Fiancés' d'Auguste Renoir
- Le pigeon
- Le pigeon aux petits pois
- Le poète
- Le Pont-Neuf
- Le rapt (Nessus & Déjanire)
- Le retour du baptême (Le Nain)
- Le verre
- Le verre d'absinthe
- Les amoureux
- Les baigneuses
- Les boxeurs
- Les communiants
- Les échecs
- Les oiseaux morts

### M
- Ma Jolie Mural
- Ma Jolie|'Ma Jolie' (Femme à la guitare)
- Main
- Mandoline et clarinette

### N
- Nature morte
- Nature morte à l'oiseau mort
- Nature morte à la bouteille et à la guitare
- Nature morte à la colombe (Oiseau sur une table)
- Nature morte à la guitare
- Nature morte à la guitare et Pulcinella
- Nature morte au guéridon
- Nature morte au guéridon et à l'assiette
- Nature morte au pichet et aux pommes
- Nature morte au verre
- Nature morte aux bouteille 'Vie de Marc'
- Nature morte aux fleurs de lis
- Nature morte avec bouteille et verre
- Nature morte devant une fenêtre
- Nature morte devant une fenêtre à Saint-Raphaël
- Nature morte espagnole
- Nature morte sur un piano ('CORT')
- Notre Avenir est dans l'Air'
- Nu debout
- Nu debout de profil
- Nu debout se regardant dans un miroir

### O
- Oiseau sur une branche
- Olga
- Olga au chapeau à plumes
- Olga lisant assise dans un fauteuil

### P
- Palette, pinceaux, livre de Victor Hugo
- Parade (études pour le rideau de scène)
- Parade: Costume de manager américain
- Parade: Costume de manager français
- Partition et guitare
- Paysage à l'arbre mort et vif
- Paysage aux affiches
- Paysage de Céret
- Paysage de Juan-les-Pins
- Personnage (5)
- Personnage arlequinesque (Arlequin)
- Personnage au compotier
- Pierrot
- Pierrot au loup
- Pierrot et arlequin
- Pierrot et arlequin à une terrasse de café
- Pipe et carte
- Pipe et partition
- Pipe et verre
- Pipe, bouteille de Bass, dé
- Pipe, dé, journal
- Pipe, verre et paquet de tabac
- Pipe, verre, as de trèfle, bouteille de Bass, guitare, dé ('Ma Jolie')
- Pipe, verre, boîte d'allumettes
- Pipe, verre, bouteille de rhum
- Pipe, verre, journal, guitare, bouteille de vieux marc ('Lacerba')
- Pomme
- Port d'Antibes
- Portrait d'Erik Satie
- Portrait d'Igor Stravinsky
- Portrait d'Olga (3)
- Portrait d'Olga à la mantille
- Portrait d'Olga dans un fauteuil
- Portrait d'un homme barbu accoudé à une sellette
- Portrait d'un jeune homme
- Portrait de Diaghilev & Seligsberg
- Portrait de femme (Olga)
- Portrait de Guillaume Apollinaire
- Portrait de jeune fille
- Portrait de Léonide Massine
- Portrait de Pierre-Auguste Renoir
- Poulet, bouteille et verre
- Projet pour le costume de Pulcinella
- Projet pour Pulcinella

### Q
- Quatre baigneuses

### R
- Restaurant
- Rideau pour le ballet Parade

### S
- Sept danseuses
- Sept danseuses dont Olga Picasso au premier plan
- Souvenir du Havre

### T
- Tenant une bouteille de vin
- Tête
- Tête d'arlequin
- Tête d'homme
- Tête d'homme au chapeau
- Tête d'homme moustachu
- Tête d'homme moustachu ('Kou')
- Tête de femme
- Tête de jeune fille
- Tête de jeune fille au chapeau garni de raisins
- Tête II
- Tricorne [Étude]
- Trois baigneuses
- Trois baigneuses, Juan-les-Pins
- Trois danseuses
- Trois nus

### V
- Vase, pipe, paquet de tabac
- Verre
- Verre aux chalumeaux
- Verre d'absinthe
- Verre de Pernod et cartes
- Verre et as de trèfle (Hommage à Max Jacob)
- Verre et bouteille de Bass
- Verre et bouteille de rhum empaillée
- Verre et bouteille de Suze
- Verre et dé
- Verre et demijohn
- Verre et paquet de tabac sur une table
- Verre et pipe
- Verre et pomme
- Verre et pomme sur une table
- Verre sur un guéridon
- Verre sur une table
- Verre, as de trèfle et dé
- Verre, as de trèfle, bouteille sur une table
- Verre, bouquet, guitare, bouteille
- Verre, bouteille de Bass, as de trèfle
- Verre, bouteille de vin, paquet de tabac, journal
- Verre, dé et journal
- Verre, dé, journal
- Verre, guitare, bouteille
- Verre, journal et dé
- Verre, journal, bouteille
- Verres et bouteilles
- Violiniste
- Violon 'Jolie Eva'
- Violon (4)
- Violon accroché au mur
- Violon au café (Violon, verre, bouteille)
- Violon de Céret
- Violon et bouteille sur une table
- Violon et clarinette
- Violon et feuille de musique
- Violon et guitare
- Violon et raisins
- Violon et verres sur une table
- Violon pyramidal
- Violon vertical
- Violon, partition et journal
- Visage de femme
- Vive la France
- Vue sur le monument de Colomb